# フアン・パブロ・ソリン

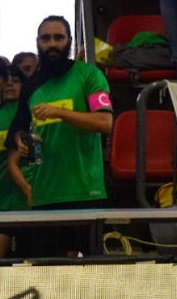
フアン・パブロ・ソリン

フアン・パブロ・ソリン（Juan Pablo Sorín, 1976年5月5日 - ）は、アルゼンチン・ブエノスアイレス出身の元サッカー選手、現サッカー解説者。ポジションはディフェンダー（左サイドバック）、ミッドフィールダー（左ウイングバック、左サイドハーフ、インサイドハーフ）。2006 FIFAワールドカップではアルゼンチン代表のキャプテンを務めた。ユダヤ人である。

## クラブ経歴
ブエノスアイレスに生まれ、下部リーグに属していたAAアルヘンティノス・ジュニアーズから1994年にデビューした。1995年夏にはイタリア・セリエAのユヴェントスFCに移籍したが、当時リーグの外国人選手の出場枠が3人まで(パウロ・ソウザ、ディディエ・デシャン、ヴラディミル・ユーゴヴィッチが在籍)であったこともあり、ベンチ入りすら出来ない試合も多く、2試合の僅かな時間出場したのみで、シーズン前半終了時にはアルゼンチンに復帰した。

### CAリーベル・プレート
1996年からCAリーベル・プレートに移籍すると、エンソ・フランチェスコリ、アリエル・オルテガ、エルナン・クレスポなどのスター選手と顔を合わせ、プリメーラ・ディビシオン前期リーグで3度 (1996・1997・1999) 、後期リーグで1度 (1997) 、コパ・リベルタドーレスで1度 (1996) 、スーペルコパ・スダメリカーナで1度 (1997) の優勝を果たした。1996年にインターコンチネンタルカップでは古巣ユヴェントスFCと対戦したが、0-1で敗れた。

### クルゼイロEC
2000年にブラジル・セリエA（1部）のクルゼイロECに移籍した。2シーズン半の間プレーし、2000年にコパ・ド・ブラジルを制した。2002年7月、コパ・ド・ブラジル終了後にイタリアのSSラツィオにレンタル移籍した。怪我のために半年間でわずかな試合にしか出場できず、2003年1月31日、負傷離脱したDFフェルナンド・ナバーロの代役としてスペイン・リーガ・エスパニョーラのFCバルセロナにレンタル移籍した。フアン・ロマン・リケルメ、ロベルト・ボナーノとともにEU圏外枠の3つを占めた。2月9日にカンプ・ノウで行われたアスレティック・ビルバオ戦 (2-2) でデビューし、2002-03シーズン後半戦だけで15試合に出場する順調なシーズンを送ったが、SSラツィオでUEFAカップに出場していたためにFCバルセロナでは欧州カップ戦に出場していない。移籍金が高額であったことや、EU圏外枠であったことなどが災いして、FCバルセロナへの完全移籍は実現しなかった。2003年夏、パリ・サンジェルマンFCにレンタル移籍し、クープ・ドゥ・フランスで優勝した。2004年にはクルゼイロECに復帰し、セリエAで戦った。クルゼイロECでは今日でも最も人気のある選手のひとりである。

### ビジャレアルCF
2004年11月、スペインのビジャレアルCFに移籍した。契約満了による移籍のため移籍金は発生していない。2004-05シーズンはリーグ戦でクラブの過去最高位である3位に躍進し、2005-06シーズンのUEFAチャンピオンズリーグでは快進撃を続け、アーセナルFCに敗れたものの準決勝に到達した。

### ハンブルガーSV
2006年夏にはイングランドのポーツマスFC、ボルトン・ワンダラーズFC、ニューカッスル・ユナイテッドFCなどが獲得に興味を示したが、ドイツ・ブンデスリーガのハンブルガーSVに移籍した。度重なる負傷のために2シーズンで24試合にしか出場できず、2008年7月15日に契約が解除された。契約は1年残っていたが、クラブ側が補償金を支払って契約解消に至っている。

### クルゼイロEC復帰
2008年8月29日、シーズン終了後までの契約（2年の契約延長オプション付き）でクルゼイロECに復帰した。2009年春には長女が誕生した。しかし、負傷続きでわずか1試合にしか出場できず、2009年7月28日に現役引退を発表した。

## 代表経歴
1995年、U-20アルゼンチン代表のキャプテンとしてカタールで開催されたFIFAワールドユース選手権に出場し、優勝を果たした。
1995年2月14日、ブルガリアとの親善試合でアルゼンチンA代表デビューした。1998 FIFAワールドカップ・南米予選では中心選手のひとりだったが、フランスで開催された1998 FIFAワールドカップ本大会の出場メンバーからは外れた。2002年には日本と韓国で共催された2002 FIFAワールドカップに出場し、ナイジェリア、イングランド、スウェーデンとのグループリーグ3試合に出場したが、グループリーグ敗退に終わった。
2002年11月20日に行われた日本との親善試合では先制点を挙げて勝利に貢献した。2004年7月にはペルーで開催されたコパ・アメリカ2004に出場し、準決勝のコロンビア戦 (3-0) では駄目押しとなる3点目を決めて決勝進出に貢献した。決勝のブラジル戦は延長・PK戦にもつれ込み、ソリンは4番手のキッカーとしてPKを決めたが、アンドレス・ダレッサンドロとガブリエル・エインセが失敗したために優勝を逃した。
2005年にはホセ・ペケルマン監督に代表キャプテンに指名され、2006年にドイツで開催された2006 FIFAワールドカップでは攻撃的なディフェンダーとして4試合に出場した。コートジボワールやセルビアを破って決勝トーナメントに進出、決勝トーナメント1回戦は延長戦の末にメキシコに勝利したが、準々決勝でホスト国のドイツにPK戦の末に敗れた。メキシコ戦では、マキシ・ロドリゲスにサイドチェンジのパスを送り、大会ベストゴールに選出されたボレーシュートをアシストした。2006 FIFAワールドカップ後は代表から遠ざかった。

## 現役引退後
クルゼイロECで現役引退後、そのままブラジルに定住。現在はポルト・アレグレに居住し、ESPNブラジルなどでサッカー解説、番組プロデュース業などで活躍している。

## プレースタイル
長髪と豊富な運動量が武器である。左サイドバック、左ウイングバック、左インサイドハーフなど左サイド全般でプレーできる。

## エピソード
ガブリエル・ガルシア＝マルケスやヘルマン・ヘッセの小説を愛読する読書家であり、インタビューではたびたび文学についての知的な受け答えをする。自身のラジオ番組でアルゼンチンの社会情勢、経済情勢についての鋭い指摘をすることもある。お気に入りのバンドはローリング・ストーンズである。
女優のソル夫人と、地方での学校設立や病院の改築資金を集める活動をしている。

## 代表歴

### 出場大会
- アルゼンチン代表
  - 2002 FIFAワールドカップ
  - 2006 FIFAワールドカップ

### 試合数
- 国際Aマッチ 75試合 10得点（1995年-2006年）[14]

| アルゼンチン代表 | 国際Aマッチ | 国際Aマッチ |
| 年               | 出場        | 得点        |
| ---------------- | ----------- | ----------- |
| 1995             | 3           | 0           |
| 1996             | 2           | 1           |
| 1997             | 2           | 0           |
| 1998             | 0           | 0           |
| 1999             | 10          | 1           |
| 2000             | 7           | 0           |
| 2001             | 8           | 2           |
| 2002             | 7           | 2           |
| 2003             | 3           | 0           |
| 2004             | 14          | 3           |
| 2005             | 14          | 0           |
| 2006             | 5           | 1           |
| 通算             | 75          | 10          |